# Leandra rubida
Leandra rubida är en tvåhjärtbladig växtart som beskrevs av Célestin Alfred Cogniaux. Leandra rubida ingår i släktet Leandra och familjen Melastomataceae. Inga underarter finns listade i Catalogue of Life.